# Le Soleil (roman)
 (janvier 2016).
Si vous disposez d'ouvrages ou d'articles de référence ou si vous connaissez des sites web de qualité traitant du thème abordé ici, merci de compléter l'article en donnant les références utiles à sa vérifiabilité et en les liant à la section « Notes et références ».
Pour les articles homonymes, voir Le Soleil et Soleil.
Le Soleil est le sixième roman de Jean-Hubert Gailliot paru en août 2014 aux éditions de l'Olivier. La même année, il obtient le Prix Wepler.

## Résumé
Alexandre Varlop cherche Le Soleil, un manuscrit dont on a perdu la trace à Mykonos. Le document à couverture jaune, vieux d'un siècle, aurait été offert en 1913 au peintre et photographe Man Ray, ensuite il aurait appartenu successivement au poète Ezra Pound puis au peintre Cy Twombly, que des enfants lui aurait volé à Mykonos en 1961.
Trois lieux seront successivement visités Mykonos, Palerme et Formentera (Îles Baléares) ; trois lieux qui, curieusement, sont géographiquement alignés.

Au fil du récit on se demande si Varlop  — dispersé dans ses explorations  — recherche vraiment le carnet jaune, dont il se demande parfois s'il ne serait pas un "mythe littéraire", ou si ce n'est pas une quête plus intérieure qui l'anime. C'est tout l’enjeu de ce livre foisonnant.

## Thématiques
Le livre comporte de très nombreuses clés de lecture qui sont autant de digressions. Ainsi l'aspect mythologique est abordé à propos d'une escapade dans l'île de Délos. Par ailleurs, l'évocation des trois artistes propriétaires successifs du livre peut être un prétexte à l'aspect artistique du roman. De même aborde-t-on l'aspect littéraire lors de l'évocation de Lesley Blanch, épouse de Romain Gary. L'aspect érotique, parfois sado-masochiste, est quant à lui rencontré un peu partout dans le récit, en particulier quand sont évoqués Lautréamont ou le Marquis de Sade. De même, l'amour est une autre clef du récit quand le héros, Alexandre Varlop, tombe amoureux de Suzanne de Miremont, photographe venue étudier le village de Chora, capitale de l'île de Mykonos. Plus prosaïquement, l'Affaire du Dahlia noir et la French Connection sont des exemples de faits divers. Enfin, ce roman traite aussi du contexte historique quand est contée une partie de l'histoire des Romanoff en la personne d'Evgénia dont on ne sait s'il s'agit d'un personnage de fiction ou d'une personnalité historique.
Tous ces aspects et d'autres encore s'interpénètrent plus ou moins d'un bout à l'autre du livre dans une espèce de toile impressionniste où le lecteur peut parfois s'égarer. C'est peut-être la volonté délibérée de l'auteur que de faire perdre au lecteur le fil du récit.

## Structure du livre
Alexandre Varlop se perd un peu à Palerme dans une flaque de chair rose, sorte de monstre protéiforme. Pour matérialiser cette partie, l'auteur s'est autorisé une structure imprimée unique en son genre : au centre du volume qui compte 530 pages, on découvre 80 pages roses encadrées d'une page (la 275) à rosissement progressif et d'une page à blanchiment progressif (la 356).